# Bjelovar-Bilogora distrikt
Bjelovar-Bilogora (kroatisk: Bjelovarsko-bilogorska županija) er et distrikt i Kroatien. Det ligger helt øst i regionen Centralkroatien, midt i den nordlige del af landet. I nord grænser det til distriktet Koprivnica-Križevci, i nordøst til Virovitica-Podravina , i syd til Požega-Slavonia, i sydvest til Sisak-Moslavina og i vest til Zagreb. Den største by og distriktshovedstad er Bjelovar, og andre byer er Daruvar, Garešnica, Čazma og Grubišno Polje.

## Demografi
Ifølge statistikker fra 2001 har indbyggerne i distriktet følgende nationaliteter:
- Kroatisk: (82,56%)
- Serbisk: (7,08%)
- Tjekkisk: (5,33%)
- Andre: (5,03%)

## Administrativ inddeling
Bjelovar-Bilogora fylke er inddelt i fem byer og 18 kommuner.

### Byer
- Bjelovar (distriktshovedstad)
- Čazma
- Daruvar
- Garešnica
- Grubišno Polje

### Kommuner
- Berek
- Dežanovac
- Đulovac
- Hercegovac
- Ivanska
- Kapela
- Končanica
- Nova Rača
- Rovišće
- Severin
- Sirač
- Šandrovac
- Štefanje
- Velika Pisanica
- Velika Trnovitica
- Veliki Grđevac
- Veliko Trojstvo
- Zrinski Topolovac